# Otnoga
Otnoga (deutsch Wottnogge, 1938–1945 Mühlental (Pom.), kaschubisch Òtnoga) ist ein Dorf in der polnischen Woiwodschaft Pommern und gehört zur Gemeinde Czarna Dąbrówka (Schwarz Damerkow) im Powiat Bytowski (Bütower Kreis).

## Geographische Lage
Otnoga liegt Hinterpommern in einer Hügellandschaft am Nordufer des Jezioro Jasień (Jassener See), aus dem hier die Lupow (polnisch: Łupawa) nach Norden abfließt.

## Verkehr
Durch den Ort verläuft die Woiwodschaftsstraße (DW) 211, die bei Nowa Dąbrowa (Neu Damerow) die Landesstraße 6 (ehemalige Reichsstraße 2) verlässt und über Sierakowice (Sierakowitz) und Kartuzy (Karthaus) bis nach Żukowo (Zuckau) führt, wo sie auf die Landesstraßen 7 und 20 trifft. Die DW 211 berührt bei Otnoga den Nordostzipfel vom Landschaftsschutzpark Stolpetal (Park Krajobrazowy Dolina Słupi).

## Geschichte
|  |

Wottnogge an der Lupow ostsüdöstlich der Stadt Stolp und nördlich der Stadt Bütow auf einer Landkarte von 1910.

Der historischen Dorfform nach war Otnoga eine Streusiedlung. Ursprünglich war es ein Pirchsches und später Münchowsches Lehen und hatte unter anderen den Kammerpräsidenten Christian Ernst von Münchow als Eigentümer. Nach 1754 wechselten die Besitzer. Ab 1781 gehörte es dem Rittmeister Adam von Wildberg, der auch Groß Rakitt (heute polnisch: Rokity) besaß.
Um 1784 hatte Wottnogge ein Vorwerk, eine Wassermühle, eine Schneidemühle, eine Ziegelei, zwei Kossäten und eine Schäferei in der Feldmark – bei insgesamt zehn Feuerstellen. 1847 kam der Ort an Oskar von Woldeck-Arneburg, der 1852 die Tochter des Grafen Wilhelm Karl von Münchow heiratete. Danach kam es in bürgerliche Hände und wurde 1910 aufgeteilt. Ein 91 Hektar großes Gut war von 1938 bis 1945 noch im Besitz von Eugen Uthicke.
Zwischen 1920 und 1939 lag die Grenze zum aufgrund der Bestimmungen des Versailler Vertrags  eingerichteten Polnischen Korridor sechs Kilometer östlich des Dorfes.
Bis 1945 gehörten zur Gemeinde Wottnogge (mit Erlass des Oberpräsidenten von Stettin vom 29. Dezember 1937 Mühlental genannt) die Ortsteile Eichen (bis 1937 Dambee, polnisch: Dąbie) und Seeblick (bis 1937 Saviat, polnisch: Zawiaty). Sie lag im Amts- und Standesamtsbezirk Schwarz Damerkow (Czarna Dąbrówka) sowie im Amtsgerichtsbereich Büzow (Bytów) und gehörte zum Landkreis Stolp im Regierungsbezirk Köslin der preußischen Provinz Pommern.
Gegen Ende des Zweiten Weltkriegs wurde Mühlental am 9. März 1945 von der Roten Armee besetzt, was nicht kampflos geschah. Die Brücke über die Lupow wurde gesprengt. Bald darauf wurde das Dorf unter polnische Verwaltung gestellt. Im Sommer 1945 wurde im Dorf ein polnisches Verwaltungsbüro eingerichtet. In der darauf folgenden Zeit wurden die Einwohner vertrieben und durch Polen ersetzt. Das deutsche Dorf Mühlental, vormals Wottnogge, wurde in Otnoga umbenannt.
Später wurden in der Bundesrepublik Deutschland 113 und in der DDR 72 aus Mühlental vertriebene Dorfbewohner ermittelt.
Das Dorf hat heute ein Schulzenamt und ist Ortsteil der Gmina Czarna Dąbrówka im Powiat Bytowski in der Woiwodschaft Pommern (1975 bis 1998 Woiwodschaft Słupsk). Es hat etwa 130 Einwohner.
Bis 1945 bestand ein Bahnanschluss über die drei Kilometer entfernte Bahnstation in Jerskewitz (Jerzkowice) an der – nach dem Kriege stillgelegten und teilweise demontierten – Bahnstrecke Lauenburg–Bütow (Lębork–Bytów).

## Einwohnerzahlen
- 1910: 186
- 1925: 260, darunter 228 Evangelische und elf Katholiken, keine Juden[3]
- 1933: 263[4]
- 1939: 225[4]

## Kirche
Die Bevölkerung von Wottnogge war vor 1945 überwiegend evangelischer Konfession. Bis 1909 war der Ort in das Kirchspiel Mickrow (polnisch: Mikorowo), danach in das neugebildete Kirchspiel Groß Rakitt (Rokity) eingegliedert und gehörte so zum Kirchenkreis Stolp-Altstadt im Ostsprengel der Kirchenprovinz Pommern der Kirche der Altpreußischen Union. Letzter deutscher Geistlicher war Pfarrer Kurt Hübner.
Seit 1945 leben fast ausnahmslos katholische Bürger in Otnoga. Der Bezug zum nun Rokity genannten Pfarrsitz ist bestehen geblieben, der jetzt jedoch zum Dekanat Łupawa (Lupow) im Bistum Pelplin der katholischen Kirche in Polen gehört. Hier lebende evangelische Kirchenglieder sind dem Pfarramt der Kreuzkirche in Słupsk (Stolp) mit der Filialkirche in Lębork (Lauenburg in Pommern) zugeordnet.

## Schule
In der im Jahre 1932 einstufigen Volksschule unterrichtete ein Lehrer 42 Schulkinder. Die letzten deutschen Lehrer waren Albert Schmeckel und Siegfried Eckerlein.